# Lactobacillus pentosus
Lactobacillus pentosus è una specie di batterio appartenente alla famiglia delle Lactobacillaceae.